# UTC+04:00

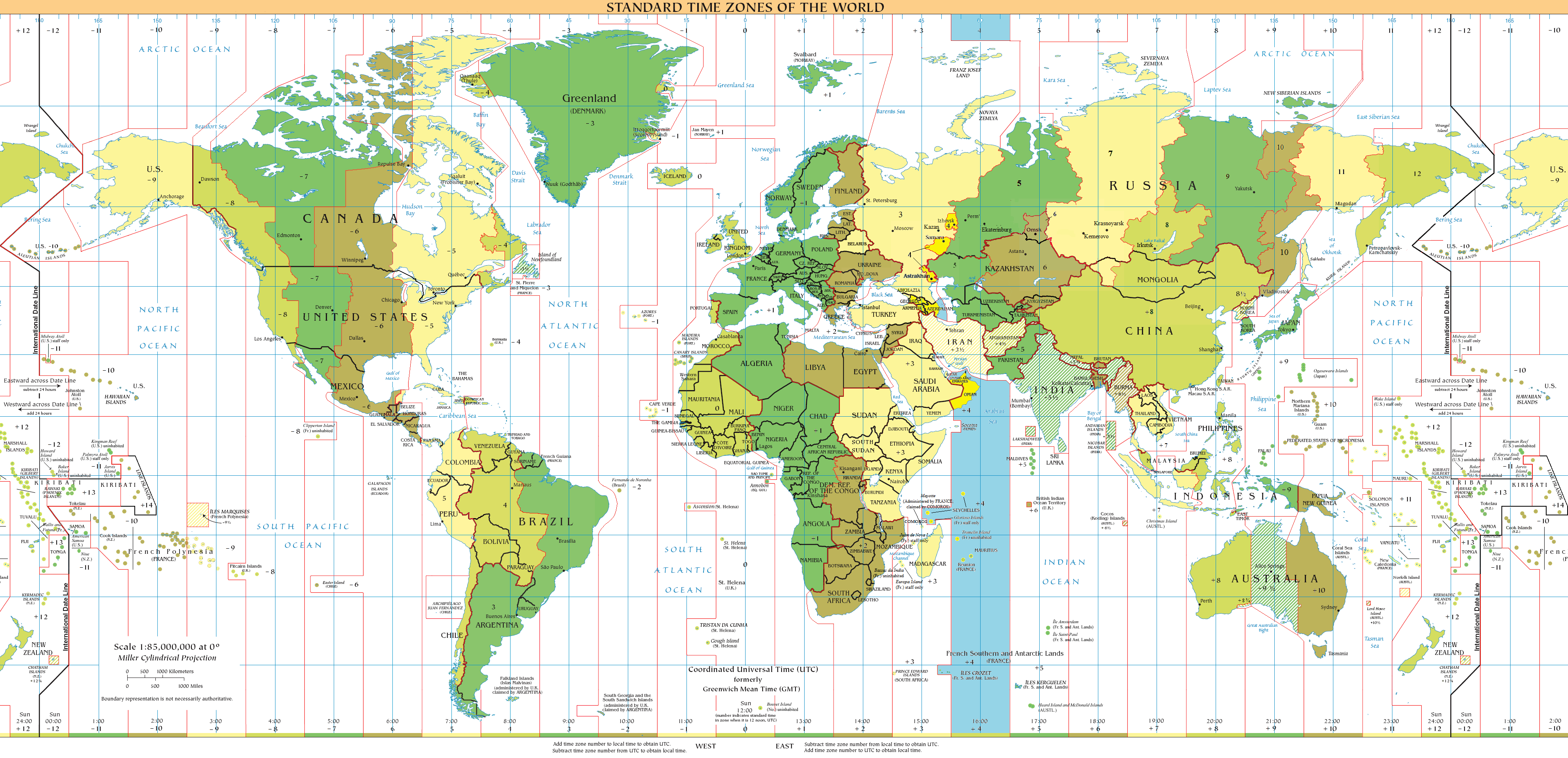
UTC+4-et használó területek:

Az UTC+04:00 egy időeltolódás, amely négy órával van előrébb az egyezményes koordinált világidőtől (UTC).

## Alap időzónaként használó területek (egész évben)

### Európa
|  | Idő       | Zóna                       |
|  | --------- | -------------------------- |
|  | UTC+02:00 | MSK−1: kalinyingrádi idő   |
|  | UTC+03:00 | MSK: moszkvai idő          |
|  | UTC+04:00 | MSK+1: szamarai idő        |
|  | UTC+05:00 | MSK+2: jekatyerinburgi idő |
|  | UTC+06:00 | MSK+3: omszki idő          |
|  | UTC+07:00 | MSK+4: krasznojarszki idő  |
|  | UTC+08:00 | MSK+5: irkutszki idő       |
|  | UTC+09:00 | MSK+6: jakutszki idő       |
|  | UTC+10:00 | MSK+7: vlagyivosztoki idő  |
|  | UTC+11:00 | MSK+8: magadani idő        |
|  | UTC+12:00 | MSK+9: kamcsatkai idő      |

- Oroszország
  - Déli szövetségi körzet
    - Asztraháni terület
    - Volgográdi terület

  - Volgamenti szövetségi körzet
    - Szamarai terület
    - Szaratovi terület
    - Udmurtföld
    - Uljanovszki terület

### Ázsia

#### Kaukázus
- Örményország
- Azerbajdzsán
- Grúzia (kivéve Abházia és Dél-Oszétia)

Grúzia 2004. június 27-én UTC+4-ből UTC+3-ba állt át, majd 2005. március 27-én visszaállt ide.

#### Közel-Kelet
- Omán
- Egyesült Arab Emírségek

### Afrika
- Seychelle-szigetek
- Mauritius
- Franciaország
  - Réunion (Franciaország külbirtoka)

## Időzónák ebben az időeltolódásban
| Időzóna neve angolul  | Időzóna neve magyarul | Időzóna rövidítése | Egyéb jelölés |
| --------------------- | --------------------- | ------------------ | ------------- |
| Samara Time           | Szamarai idő          | SAMT               | MSK+1         |
| Armenia Time          | Örmény idő            | AMT                |               |
| Azerbaijan Time       | Azerbajdzsáni idő     | AZT                |               |
| Georgia Standard Time | Grúz idő              | GET                |               |
| Gulf Standard Time    | Golf idő              | GST                |               |
| Seychelles Time       | Seychellesi idő       | SCT                |               |
| Mauritius Time        | Mauritiusi idő        | MUT                |               |
| Reunion Time          | Réunioni idő          | RET                |               |
| Delta Time Zone[a]    | -                     | D                  |               |

## Fordítás
Ez a szócikk részben vagy egészben  az   UTC+04:00 című angol Wikipédia-szócikk ezen változatának fordításán alapul.  Az eredeti cikk szerkesztőit annak laptörténete sorolja fel. Ez a jelzés csupán a megfogalmazás eredetét és a szerzői jogokat jelzi, nem szolgál a cikkben szereplő információk forrásmegjelöléseként.